# Гаель Туя
Гаель Туя (фр. Gaël Touya, нар. 23 жовтня 1973, Лонжвіль-ле-Мец, Франція) — французький фехтувальник на шаблях, олімпійський чемпіон (2004 рік), чемпіон світу.

## Виступи на Олімпіадах
| Олімпіада  | Дисципліна          | Місце |
| ---------- | ------------------- | ----- |
| Афіни 2004 | індивідуальна шабля | 19    |
| Афіни 2004 | командна шабля      | 1     |